# Kaleje (Groot-Polen)
Kaleje is een plaats in het Poolse district  Śremski, woiwodschap Groot-Polen. De plaats maakt deel uit van de gemeente Śrem en telt 200 inwoners.